# Balboa (Risaralda)
Pour les articles homonymes, voir Balboa.
Balboa est une municipalité située dans le département de Risaralda en Colombie.